# Bozova
Bozova (kurdisch: Hewenc oder Heweng) ist ein Landkreis (İlçe) der türkischen Provinz Şanlıurfa in Südostanatolien und zugleich eine gleichnamige Gemeinde (Belediye) der 2012 geschaffenen  Şanlıurfa Büyükşehir Belediyesi (Großstadtgemeinde/Metropolprovinz). Bozova liegt im Nordwesten der Provinz und grenzt an die Provinz Adıyaman.
Die im Stadtsiegel abgebildete Jahreszahl 1930 dürfte auf das Jahr der Erhebung zur Gemeinde (Belediye/Belde) hinweisen.
Ihre Bevölkerung setzt sich mehrheitlich aus Kurden zusammen; Araber, Türken und Turkmenen sind Minderheiten.
Der Kreis wurde 1926 gebildet. Bis Ende 2012 bestand er neben der Kreisstadt (31. Dez. 2012: 11.809) und zwei weiteren Gemeinden (Yaslıca 3.717, Yaslıca 3.570 Einw.) noch aus 78 Dörfern (Köy) mit insgesamt 38.304 Einwohnern. Im Zuge der Verwaltungsreform von 2013 wurden die zwei Belediye und die Dörfer in Mahalles (Stadtviertel) überführt und gelangten zu den bereits vorhandenen sechs der Kreisstadt. Somit stieg die Zahl der Mahalles von 12 auf 86, Ende 2020 zählte man bereits 88 Mahalles mit einer Durchschnittsbevölkerung von 624 Einwohnern. Der Mahalle Yaslıca ist mit 4.140 Einwohnern der größte.

## Persönlichkeiten
- Mehmet Bulut (* 1994), österreichisch-türkischer Fußballspieler.